# Painkiller Jane (TV-serie)
Painkiller Jane är en amerikansk TV-serie från 2007 med Kristanna Loken i huvudrollen som Jane Vasco. Serien lades ned efter den första säsongens 22 avsnitt.